# Саравия, Родриго Агустин
Родри́го Агусти́н Сара́вия Са́львия (исп. Rodrigo Agustin Saravia Salvia; род. 17 августа 2000, Монтевидео) — уругвайский футболист, полузащитник клуба «Бельграно».

## Клубная карьера
Саравия — воспитанник клуба «Пеньяроль». В 2021 году Родриго на правах аренды перешёл в столичный «Расинг». 16 сентября в матче против «Уругвай Монтевидео» он дебютировал в уругвайской Сегунде. По окончании аренды Саравия вернулся в «Пеньяроль». 5 февраля 2022 года в матче против столичного «Феникса» он дебютировал в уругвайской Примере. 23 июля в поединке против «Альбиона» Родриго забил свой первый гол за «Пеньяроль». Летом 2023 года Саравия был арендован аргентинским «Химнасия Ла-Плата». 26 августа в матче против «Колона» он дебютировал в аргентинской Примере.  
Летом 2024 года пополнил состав российского клуба «Ростов». 26 июля дебютировал в РПЛ, выйдя на замену в выездном матче второго тура против самарских «Крыльев Советов».

## Достижения
Клубные
 «Пеньяроль»
- Обладатель Суперкубка Уругвая — 2022